# Čistá duša
Čistá duša je pseudonym slovenského spisovatele nebo spisovatelky poezie, aforismů a slovních hříček.

## Identita
Věk, pohlaví a identita autora zatím není známa.

## Dílo
První texty se objevily na sociálních sítích. Mezi čtenáři ze Slovenska i Česka si získaly velkou oblibu a tak v roce 2017 ve vydavatelství Slovart vyšla debutová knižní sbírka s eponymním názvem. Kniha se podle ankety Panta Rhei Awards 2017 v kategorii debutant zařadila mezi nejprodávanější slovenské tituly roku.
- 2017 - čistá duša, sbírka
- 2018 - metrofília, sbírka